# Шишки (Мядельський район)
Шишки (біл. вёска Шышкі) — село в складі Мядельського району Мінської області, Білорусь. Село підпорядковане Нарачанській сільській раді, розташоване в північній частині області.